# Pamela Barnes Ewing
Pamela Barnes Ewing is een personage uit de Amerikaanse soapserie Dallas. De rol werd vertolkt door Victoria Principal van aan de start van de serie tot 1987 en in 1988 kort door Margaret Michaels. Aanvankelijk zou de serie draaien rond de Romeo en Julia-romance tussen Pamela en Bobby (Patrick Duffy), maar nadat het personage van J.R. Ewing steeds populairder werd ging het zwaartepunt van de serie naar hem.